# Adios (roman)
Pour les articles homonymes, voir Adios.
Adios est un roman de Kléber Haedens paru en 1974 aux éditions Grasset et ayant reçu le Grand prix du roman de l'Académie française la même année.
Il est réédité au Livre de poche.

## Adaptation
Le roman est adapté en 1976 pour la télévision sous la forme d'un feuilleton de 3 épisodes par André Michel, sur une adaptation de Françoise Verny, avec Marie Dubois et Jean-Luc Bideau.

## Éditions
- Adios, éditions Grasset, 1974  (ISBN 978-2-246-00034-1).